# Rolf Dau
Rolf Dau (1 de Abril de 1906 - ) foi um comandante de U-Boot que serviu na Kriegsmarine durante a Segunda Guerra Mundial.